# Abfahrtssperre
Unter Abfahrtssperre, auch Abfahrtsperre, Ausfahrt[s]sperre, versteht man eine Maßnahme, bei der Autobahnabfahrten zeitweise gesperrt sind. Diese dient dazu, Umgehungsverkehr über niederrangigere Routen zu verhindern.

## Grundlagen
Umgehungsverkehr über lokale Ausweichrouten ist insbesondere bei Stau ein Problem, da dadurch auch die parallelen Ortsverbindungen schnell überlastet sind. Damit bricht in den Orten entlang der Ausweichrouten auch der Regionalverkehr zusammen. Da man in der Verkehrsleitplanung versucht, den Fernverkehr auf die Autobahnen zu führen, wirken die Stauflüchtlinge kontraproduktiv. Das ist insbesondere im Alpentransit ein Problem, wo es in den engen Alpentälern zwar durchwegs eine parallele, gut ausgebaute Überlandstraße gibt, aber oft nur diese eine Route. Damit wird das Ortsleben der Talorte besonders an den Urlaubsreise-Wochenenden weitgehend lahmgelegt, auch eine bedeutende wirtschaftliche Einbuße, da diese Orte selbst meist Tourismusdestination sind, und auf den lokalen An- und Abreiseverkehr angewiesen sind.
Erschwerend kommt gerade in Österreich das Problem der Mautflucht über dieselben Routen hinzu, weshalb diese prinzipiell über Planungsniveau belastet sind. Diese Situation ist durch moderne Navigationsgeräte verschärft worden, die zusätzlich in Kombination mit Echtzeit-Verkehrsmeldungen Funktionen zur Stauumgehung anbieten.
Wegen der begrenzten Anzahl an Anbietern reagieren viele Autofahrer hier relativ gleich, wodurch der Ausweichverkehr auch sehr schnell wieder zusammenbricht, und sich dadurch schnell dominoartig in der Region ausweitet.

## Maßnahmen
Das Land Tirol kündete Juni 2019 an, für die Sommerreisezeit den Ausweichverkehr entlang der Inntal- und Brennerautobahn (A12–A13), einer der wichtigsten Alpentransitrouten, zu sperren. Umgesetzt wird das – aus Sicherheitsgründen – nicht durch Sperre der Autobahnausfahrt selbst, sondern durch ein zeitweises Fahrverbot auf den parallelen Landesstraßen und anderem niederrangigen Straßennetz, ausgenommen Ziel-, Quell- und Anrainerverkehr. Die Regelung gilt hauptsächlich im Großraum Innsbruck, abhängig von Fahrrichtung Süden (nach Italien) oder Norden (Deutschland), sowie im Raum Kufstein (Grenzraum zu Deutschland für diese Fahrrichtung). Begleitet wird die Maßnahme von allfälliger Blockabfertigung für den Schwerverkehr.
Kurz danach setzte auch das Land Salzburg an der Tauernautobahn (A10), auch eine wichtige Transitroute Deutschland–Italien/Balkan, ebenfalls eine analoge Maßnahme um. Hier werden speziell die Ausfahrten kontrolliert. Betroffen sind der Abschnitt der A10 von südlich der Stadt Salzburg bis vor der Landesgrenze im Lungau (Katschbergtunnel). Am Autobahn-Grenzübergang Walserberg, wo nach 2015 wieder Grenzkontrollen eingeführt wurden, gilt ein gemeinsames Grenzmanagement mit der Bundesrepublik Deutschland und dem Land Bayern bezüglich der dortigen Ausweichrouten, das im Juni ausverhandelt wurde.
Die Entscheidungen, welche Abfahrten zu sperren sind, werden in Zusammenarbeit von Verkehrsministerium, Landesregierung, Polizei, Bezirkshauptmannschaft und der Autobahngesellschaft ASFINAG getroffen. Sie sollen im Laufe des Sommers adaptiert werden.
Aus Deutschland kamen anfangs seitens der Politik wie auch dem Autofahrerclub ADAC Kritik. Verkehrsminister Andreas Scheuer teilte mit, er bereite eine Klage beim Europäischen Gerichtshof vor. Die beiden österreichischen Bundesländer betonen, dass sie die Regelungen für EU-Rechts-konform halten, insbesondere weil sie für In- wie Ausländer im Durchreiseverkehr gelten. Wie die Maßnahme in den betroffenen Regionen selbst angenommen wird, ist noch nicht evaluiert.
Die ersten in Kraft getretenen Abfahrstsperren im Juli 2019 zeigten durchaus positive Wirkungen auf den Ausweichrouten. Es kam am ersten Wochenende zu mehreren hunderten Zurückweisungen, an den folgenden Wochenenden waren nurmehr sporadische Kontrollen notwendig.  Überprüfte Navigationsgeräte hatten die jeweils aktuellen Abfahrverbote angezeigt. Als erster grenzüberschreitender Erfolg konnte erreicht werden, dass Bayern und Salzburg ihre Messdaten zum Verkehr austauschen, damit großräumiger und zielgerichteter geplant werden kann.